# Großsteingrab im Høbjerg Hegn
Das Großsteingrab im Høbjerg Hegn ist eine megalithische Grabanlage der jungsteinzeitlichen Nordgruppe der Trichterbecherkultur im Kirchspiel Helsinge in der dänischen Kommune Gribskov.

## Lage
Das Grab liegt östlich von Helsinge im Zentrum des Waldgebiets Høbjerg Hegn, einige Meter östlich des Kæderupvej. In der näheren Umgebung gibt bzw. gab es mehrere weitere megalithische Grabanlagen. Erhalten ist das 1 km südöstlich gelegene Großsteingrab Myregård 1.

## Forschungsgeschichte
Mitarbeiter des Dänischen Nationalmuseums führten in den Jahren 1886 und 1942 Dokumentationen der Fundstelle durch.

## Beschreibung
Die Anlage besitzt eine längliche Hügelschüttung, über deren Form, Größe und Orientierung unterschiedliche Angaben vorliegen. 1886 wurde ein leicht trapezförmiger ostsüdost-westnordwestlich orientierter Hügel festgestellt, der eine Länge von 36 m und eine Breite von 6,2 m am Ostende bzw. 7,5 m am Westende aufweist. Im Bericht von 1942 ist hingegen von einem ost-westlich orientierten Hügel mit einer Länge 43 m und einer Breite von 17 m die Rede.
Der Hügel besaß ursprünglich eine steinerne Umfassung. 1886 befanden sich an der südlichen Langseite 17 Steine, von denen einer umgestürzt war. An der nördlichen Langseite befanden sich 13 Steine, von denen zwei umgestürzt waren. Die westliche Schmalseite wies eine unbekannte Zahl von Steinen auf, von denen einer durch seine Größe herausstach, während die anderen teilweise im Boden verborgen waren. An der östlichen Schmalseite waren keine Steine zu erkennen. 1942 waren nur noch zwei Umfassungssteine an der Nordseite und die Standlöcher mehrerer entfernter Steine zu erkennen.
Eine Grabkammer ist nicht erkennbar. Der Bericht von 1942 erwähnt zwei Vertiefungen in der Mitte und im Ostteil der Hügelschüttung, welche die Standorte zerstörter Kammern andeuten könnten. Der Bericht von 1886 spricht von „mehreren“ Vertiefungen.